# Astronomia nova
Astronomia nova és un llibre escrit per Johannes Kepler (1571–1630), matemàtic imperial entre 1601 i 1612, el 1609 en què apareixen els resultats de les seves investigacions al llarg més de cinc anys a Praga sobre el moviment dels planetes i en particular sobre el moviment aparent de Mart. En aquest llibre es presenten les dues primeres lleis de Kepler del moviment planetari, cosa que va suposar un canvi transcendental en l'astronomia, trencant amb una tradició de dos mil anys.
El llibre fou imprès el 1609 en llatí, a Heidelberg, Ducat de Württemberg (no figura el nom de l'editorial ni de l'editor), i està dedicat a l'emperador Rodolf II (1552–1612) del Sacre Imperi Romanogermànic. Consta de 337 pàgines i setanta capítols repartits en cinc parts. Les dimensions de les pàgines del llibre són d'uns 24 cm d'ample i uns 37 cm d'alt. El títol complet és Astronomia Nova ΑΙΤΙΟΛΟΓΗΤΟΣ seu physica coelestis, tradita commentariis de motibus stellæ Martis ex observationibus G.V. Tychonis Brahe (Astronomia nova justificada o física celeste, transmesa a partir de les notes sobre els moviments de l'estrella Mart a partir de les observacions de G.V. Tycho Brahe).
El llibre, de fort contingut matemàtic, es basa en les observacions de l'astrònom danès Tycho Brahe (1546–1601), que precedí a Kepler com a matemàtic imperial a Praga. El seu títol vol dir "Astronomia nova basada en causes, o física celeste", i això indica ja una altra novetat radical de l'obra: per primera vegada sorgeix la idea de combinar física i astronomia a la manera del que anomenem mecànica celeste. De fet, tota la investigació de Kepler va estar guiada per la idea que el Sol és l'origen de forces que mouen els planetes en les seves òrbites, i que augmenten o disminueixen amb la distància Sol-planeta.
Kepler no exposa en el llibre les seves idees metòdicament, com un llibre de text; les descriu en l'ordre en què se li acudiren, inclosos tots els errors, desviacions i paranys en què havia caigut. Astronomia nova està escrita en un estil poc acadèmic, barroc, personal, íntim i sovint exasperant. Però és una extraordinària revelació de la manera com treballa una ment creadora.

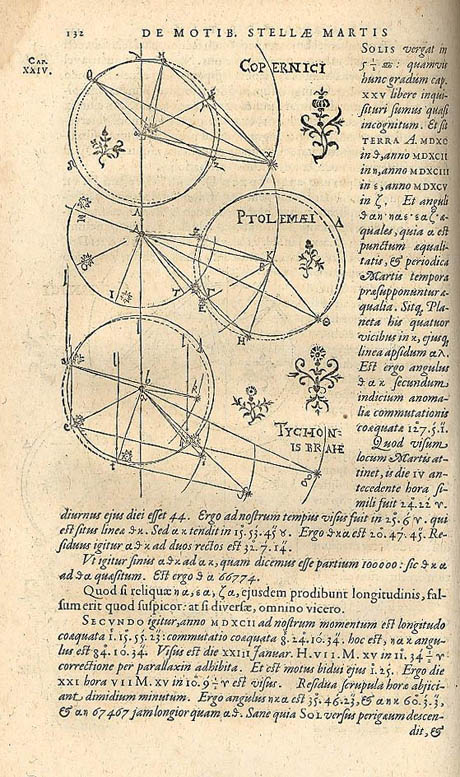
Els tres models segons Kepler.

Està estructurat en cinc parts. A la primera es discuteixen els models planetaris proposats fins aleshores (el model geocèntric ptolemaic, el model heliocèntric copernicà i el model intermedi proposat per Tycho Brahe) i es demostra que són equivalents davant les dades de l'astronomia de posició. En les altres parts elabora diversos models detallats per l'òrbita de Mart, demostrant que no n'hi ha prou amb modificacions de detall dels models tradicionals (basats en deferents i epicicles) per a explicar les observacions de Brahe. Finalment, troba un model plenament satisfactori per a l'òrbita de Mart amb una el·lipse que té al Sol en un dels seus focus (primera llei); ja abans havia establert la segona llei de Kepler: el moviment planetari no és uniforme, però segueix una regularitat estricta, de manera que els planetes escombren àrees iguals en temps iguals. Immediatament, Kepler planteja, per analogia, que els altres planetes s'ajustaran a les dues lleis. Amb aquesta contribució, per primera vegada, l'astronomia copernicana es va situar molt per sobre de tots els sistemes anteriors. Kepler tornaria a explicar tot això, de manera molt detallada, a un epítom. D'altra banda, la tercera llei de Kepler seria presentada en la seva obra Harmonices Mundi el 1619.